# Sobral
Sobral város Brazíliában, Ceará államban. Lakosainak száma 203 023 fő (2022). Sobral Mucambo, Alcântaras, Cariré, Coreaú, Forquilha, Groaíras, Irauçuba, Massapê, Meruoca, Miraíma, Santa Quitéria és Santana do Acaraú községekkel határos.
A város arról nevezetes, hogy a Sir Frank Watson Dyson vezette brit tudóscsoport 1919. május 29-én egy napfogyatkozás csillagászati megfigyelése volt az első bizonyíték Albert Einstein 1916-ban közzétett általános relativitáselméletére. A városban található Museu do Eclipse („A napfogyatkozás múzeuma”) ezt az eseményt ünnepli. A Patrocínio téren egy emlékmű jelzi a napfogyatkozás helyszínét. Az emlékmű mellett 2015-ben planetáriumot is felavattak.

## Népesség
A település népességének változása:
| Lakosok száma | 155 276 | 188 233 | 210 711 | 212 437 | 203 023 |
|               | 2000    | 2010    | 2020    | 2021    | 2022    |